# Uranium 235
table
L’uranium 235, noté 235U, est l'isotope de l'uranium dont le nombre de masse est égal à 235 : son noyau atomique compte 92 protons et 143 neutrons avec un spin 7/2- pour une masse atomique de 235,043 93 g/mol. Il est caractérisé par un excès de masse de 40 918,8 ± 1,1 keV, et une énergie de liaison nucléaire par nucléon de 7 590,92 keV. Son abondance naturelle est de 0,7204 %, l'uranium naturel étant constitué à 99,2742 % d'uranium 238 et d'une infime partie (0,0055 %) d'uranium 234.
Un gramme d'uranium 235 présente une radioactivité de 79,96 kBq. Un kilogramme d'isotope 235U pur est le siège de 0,16 fission spontanée par seconde.
Sa chaîne de désintégration appartient à la famille 4n + 3 (235U et 239Pu). Il se désintègre spontanément en thorium 231 par radioactivité α avec une période radioactive de 703,8 millions d'années, et une énergie de désintégration de 4,679 MeV. Il connaît également d'autres modes de désintégration, notamment la fission spontanée et la radioactivité de clusters. L'énergie libérée par la fission d'un atome d'uranium 235 est de 202,8 MeV = 3,248 9 × 10−11 J, soit 19,57 TJ/mol = 83,24 TJ/kg.
C'est un isotope fissile, car il se désintègre également sous l'effet d'un neutron thermique incident émis, par exemple, lors d'une fission spontanée, émettant à son tour, avec les produits de fission, plusieurs autres neutrons susceptibles chacun de provoquer la fission d'autres noyaux d'uranium 235 : c'est ce qu'on appelle une réaction en chaîne. Celle-ci ne s'observe qu'une fois atteinte la masse critique de matériau fissile, laquelle dépend notamment de la concentration de l'isotope fissile, et donc ici du degré d'enrichissement de l'uranium en isotope 235U. La masse critique peut être abaissée — ou la concentration d'isotope fissile réduite — si les neutrons sont modérés, car la probabilité de fission est plus élevée avec les neutrons thermiques : environ 1 000 barns, contre à peine 1 b pour les neutrons rapides.
Si les bombes nucléaires les plus performantes sont généralement réalisées en plutonium 239 (qui est un matériau fissile un peu plus énergétique), les premières l'ont été en uranium 235, ce qui nécessitait des enrichissements à au moins 85 % d'isotope 235U. Il demeure néanmoins possible de construire des bombes avec de l'uranium enrichi à seulement 20 % moyennant une masse critique plus élevée ou le recours à des technologies pointues mettant en œuvre des réflecteurs de neutrons.

## Chaîne de désintégration naturelle
{\displaystyle \mathrm {{}_{\ 92}^{235}U{\xrightarrow[{7,038\times 10^{8}\ a}]{\alpha }}{}_{\ 90}^{231}Th{\xrightarrow[{25,52\ h}]{\beta ^{-}\ }}{}_{\ 91}^{231}Pa{\xrightarrow[{3,276\times 10^{4}\ a}]{\alpha }}{}_{\ 89}^{227}Ac{\begin{Bmatrix}{{\xrightarrow[{21,773\ a}]{98,62\%\beta ^{-}\ }}{}_{\ 90}^{227}{\text{Th}}{\xrightarrow[{18,718\ j}]{\alpha }}}\\{{\xrightarrow[{21,773\ a}]{1,38\%\alpha }}{}_{\ 87}^{223}{\text{Fr}}{\xrightarrow[{21,8\ min}]{\beta ^{-}\ }}}\end{Bmatrix}}{}_{\ 88}^{223}Ra{\xrightarrow[{11,434\ j}]{\alpha }}{}_{\ 86}^{219}Rn} }
{\displaystyle \mathrm {{}_{\ 86}^{219}Rn{\xrightarrow[{3,96\ s}]{\alpha }}{}_{\ 84}^{215}Po{\xrightarrow[{1,778\ ms}]{\alpha }}{}_{\ 82}^{211}Pb{\xrightarrow[{36,1\ min}]{\beta ^{-}\ }}{}_{\ 83}^{211}Bi{\begin{Bmatrix}{{\xrightarrow[{2,13\ min}]{99,73\%\alpha }}{}_{\ 81}^{207}{\text{Tl}}{\xrightarrow[{4,77\ min}]{\beta ^{-}\ }}}\\{{\xrightarrow[{2,13\ min}]{0,27\%\beta ^{-}\ }}{}_{\ 84}^{211}{\text{Po}}{\xrightarrow[{0,516\ s}]{\alpha }}}\end{Bmatrix}}{}_{\ 82}^{207}Pb_{(stable)}} }
L'uranium 235 connaît également d'autres modes de désintégration, mais beaucoup plus rares (bien inférieur à 0,1% des cas).
| Rendement     | Nucléide final | Commentaire                                                                         |
| ------------- | -------------- | ----------------------------------------------------------------------------------- |
| 100,276 %     | 207Pb          |                                                                                     |
| 8,9 × 10−8 %  | 205Tl          | Par radioactivité de clusters : 223Ra ⟶ 14C + 209Pb, puis décroissance du plomb 209 |
| 8,0 × 10−10 % | 206Pb          | Par radioactivité de clusters : 235U ⟶ 25Ne + 210Pb, puis décroissance du plomb 210 |
| 9,9 × 10−13 % | 208Pb          | Par radioactivité de clusters : 231Pa ⟶ 23F + 208Pb                                 |

## Utilisation dans les centrales nucléaires
Isotope fissile, l'uranium 235 est le combustible primaire de la plupart des réacteurs nucléaires.